# Isabel de Nîmes

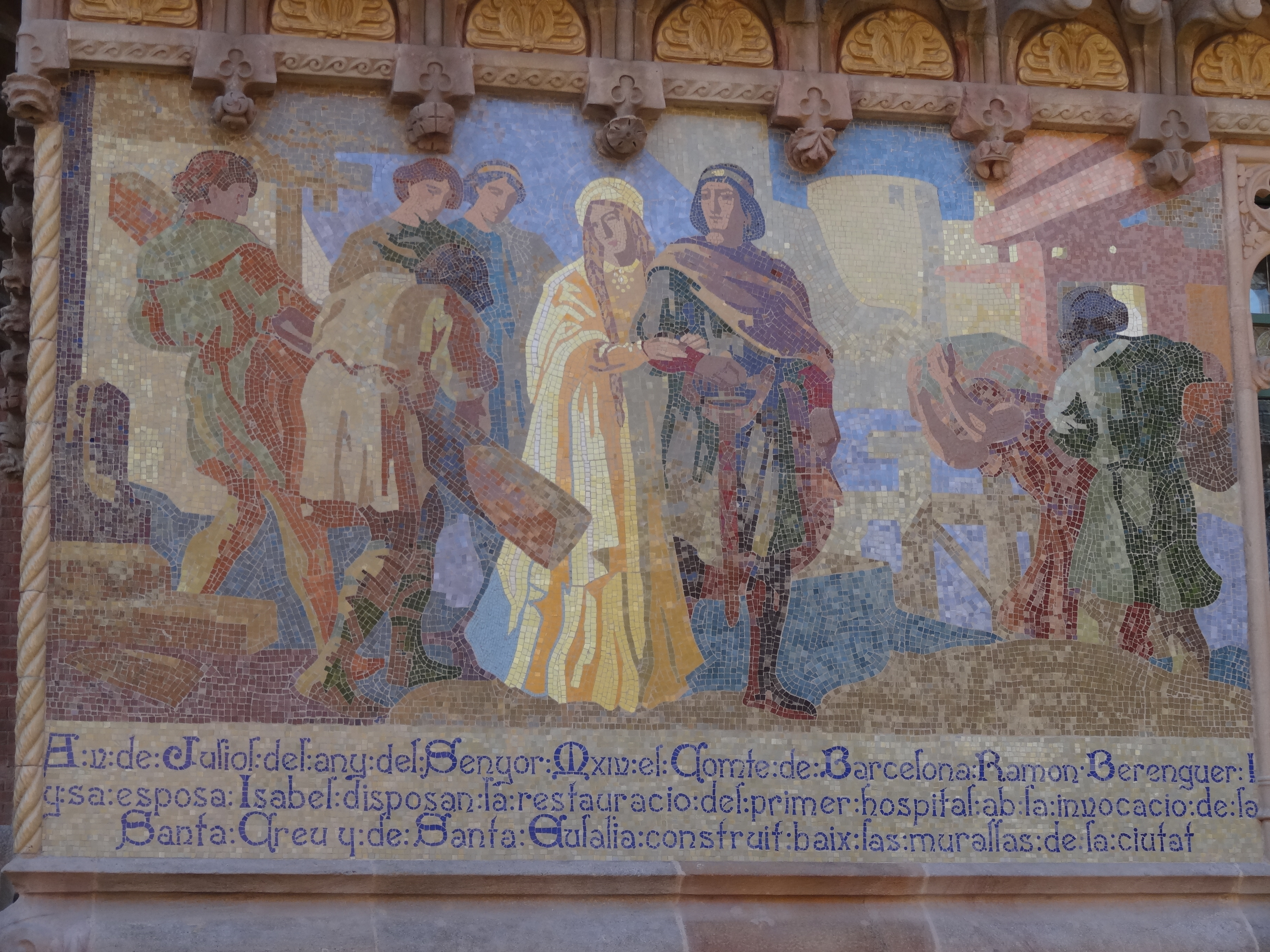
Mosaico representativo da restauração do Hospital da Santa Cruz e São Paulo, realizada de Raimundo Berengário I de Barcelona e sua esposa Isabel.

Isabel de Nîmes (? - f. 1050), foi condessa consorte de Barcelona(1039-1050).
Isabel era filha do visconde Raimundo Bernardo I de Nîmes. Em 1039 casou-se com o Conde Raimundo Berengário I de Barcelona. Do matrimónio nasceram quatro filhos:
1. Berengário de Barcelona (f. c.1040 ou maio de 1045), morto jovem;
2. Arnaldo (Arnau) de Barcelona (?- c. 1045), morto jovem;
3. Pedro Raimundo de Barcelona (? -1071), condenado pelo assassinato de sua madrasta, Almodis de La Marche[3];
4. Inês de Barcelona, casada a 10 de maio de 1070 com Guigues II de Albon [4].

Isabel faleceu em 1050. No ano seguinte o viúvo Raimundo Berengário voltaria a casar.